# Municipio de Huitán
Municipio de Huitán är en kommun i Guatemala.   Den ligger i departementet Departamento de Quetzaltenango, i den västra delen av landet, 130 km väster om huvudstaden Guatemala City.